# Шафанжон, Жан
Жан Шафанжон (фр. Jean Chaffanjon; 7 сентября 1854, Арне — 7 декабря 1913, Тьитлим, остров Бинтанг в Голландской Ост-Индии) — французский профессор естествознания, исследователь бассейна Ориноко и Центральной Азии. Племянник французского учёного Клода Бернара.

## Биография

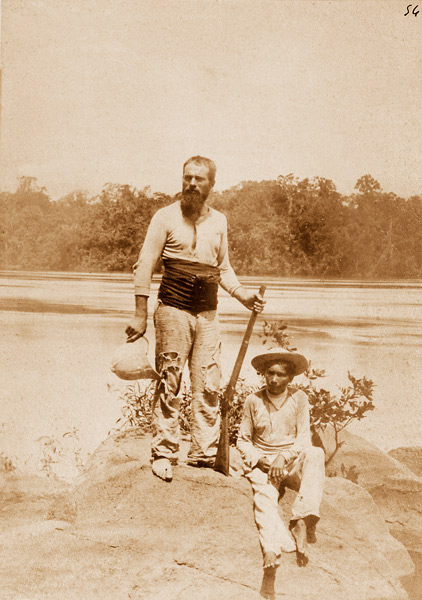
Шафанжон во время своей экспедиции в бассейн реки Ориноко

С 1870 года Жан Шафанжон был членом краснорубашечников Гарибальди, затем поступил учиться в École normale в Вильфранш-сюр-Сон.
От назначения подменного учителя в Тараре (Рона) Шафанжон отказался, продолжил изучение антропологии в Лионе и стал профессором естествознания в средней школе Сен-Пьер (в одноимённом городе), всегда мечтая исследовать неизведанные земли. Министерство народного просвещения и изящных искусств объявило набор трёх экспедиций на период 1884—1890-х годов в бассейн реки Ориноко (Венесуэла). 18 декабря 1886 года было объявлено о нахождении истока (в действительности, настоящий исток обнаружен французом Жозефом Грелье в 1951 году).
Историю своей поездки на Амазонку Шафанжон опубликовал в «Вокруг света, новый путевой дневник» (1888) под редакцией Эдуарда Шартона.
Затем Шафанжон покинул Америку и в 1894 году с Анри Манджини и Луи Ге отправился в исследовательскую экспедицию в Центральную Азию (пустыня Гоби, Монголия, Маньчжурия). Он проводит археологические раскопки, включая Мерв. Его методы работы позже расценены как сомнительные (на примере городища Афросиаб в Узбекистане). В Туркестане Шафанжон находится под защитой генерала Куропаткина. Шафанжон докладывает о каждой своей экспедиции, этнографических и антропологических находках и заслуживает похвалу от Французского географического общества, которое предоставило исследователю членство в 1888 году.
После он отправляется во Владивосток, где получает назначение советника по вопросам внешней торговли Франции, а затем — в Малакку. Шафанжон скончался, упав с лодки.

## Личность
Жана Шафанжона его внук Арно Шафанжон описывал как человека спортивного (ростом 1,90 м), с короткими волосами и усами, говорящим с бургундским акцентом, всей своей личностью выражавшего силу. Он стал масоном (масонская Ложа Великий Восток) в 1884 году и отказался от Ордена почётного легиона из политических соображений.

## Жан Шафанжон и Жюль Верн
Жан Шафанжон вдохновил Жюля Верна на написание «Великолепная Ориноко» (1898), где герой Жан де Кермор ищет исток реки с путеводителем Шафанжона в руках. Сам Шафанжон читал с увлечением книги Верна и перед азиатским путешествием обратился к «Михаилу Строгову».

## Публикации
Книги Жана Шафанжона включают:
- Voyage à travers les Llanos du Caura et aux Sources de l’Orénoque. Paris: 1885—1887.
- Voyage aux Sources de l’Orénoque. Paris: Société de Géographie, 1888.
- L’Orénoque et le Caura. Relation de voyages exécutés en 1886 et 1887. Paris: Hachette et Cie., 1889. Edición en español: El Orinoco y el Caura. Caracas: Fondo Cultural Orinoco, Editorial Croquis S.R.L., 1986.